# Creu de l'Alzina
La Creu de l'Alzina és una creu de terme de Navars (Bages) situada a uns 140 metres a l'est-sud-est de la masia l'Alzina de Sant Salvador de Torroella.
Antigament estava situada a peu del camí però fa uns anys, quan es va ampliar el camí, el propietari la va situar en una posició més elevada, sobre una roca. Aquesta creu indicava una cruïlla en l’antic camí que anava cap al castell de Torroella i també el terme de la propietat de l’Alzina. En el mateix camí, un quilòmetre més al nord, hi ha la Creu de l'Obac, no tant modesta com la de l'Alzina.